# 에얄레트

1803년 오스만 지도

에얄레트(오스만 튀르크어: ایالت Eyalet)는 오스만 제국의 상위 행정 구역이었다. 주재 관리의 이름에서 베일레르베일리크나 파샬리크라고도 했다.
1453년부터 19세기 초까지 오스만 제국의 지방 정부 구성은 세밀하지 않았다. 처음에 제국은 에얄레트라는 이름의 여러 속주들로 나뉘었고, 3개의 깃털이 달린 지팡이를 상징으로 하는 베일레르베이(Beylerbey)가 이를 주재했다. 대와지르(대비지에르)가 수도와 지방 속주들의 모든 국가 고위관리를 임명하는 책임을 가졌다. 1861~1866년 사이에 이 에얄레트들은 폐지되었고, 영토는 행정적인 빌라예트로 재편되었다.
에얄레트는 산자크나 리와라는 하위 구역으로 세분되어 있었고, 각 구역은 미라-리라나 산자크-베이라는 칭호의 한 깃털 등급의 파샤에 의해 주재되었다. 유럽 측에서는 주로 이 행정구역이 파샬리크라고 알려져 있었다.

## 같이 보기
- 오스만 제국의 행정 구역